# Benedikt I.
Benedikt I. (??? – 30. července 579 Řím) byl papežem od 2. června 575 do 30. července 579.

## Život
Potvrzení císaře Justina II. získal teprve jedenáct měsíců po svém zvolení. Během jeho pontifikátu sužovaly Řím nájezdy Langobardů a také hlad a cholera. Poněvadž císařova pomoc přicházela opožděně nebo byla malá, během obléhání Říma zemřel.
Hledal porozumění s dalšími biskupy – podařilo se mu to v případě Milána, nikoliv však Aquileje. V roce 578 jmenoval Římana Jana III. biskupem v Ravenně a vysvětil na jáhna pozdějšího papeže sv. Řehoře I. Velikého.
Pochován byl ve svatopetrské bazilice.